# Тарас Буљба (опера)
Тарас Буљба је опера у четири дела украјинског композитора Миколе Лисенка. Либрето је написао Михаиило Старитски (композиторов рођак) по роману Тарас Буљба Николаја Гогоља. Опера није била ревидирана за време композиторовог живота све до смрти 1912. године. Први пут је изведена 1924. године. Данашње представе, међутим, заснивају се на темељитим ревизијама, које утичу на текст, музику и оркестрацију. Опера је извођена 1930-их и 1950-их.

## Историја
Лисенко је радио на Тарасу Буљби током 1880-1891.  али вероватно је његово инсистирање на употреби украјинског језика за извођење опере спречило било какве продукције током његовог живота. Лисенко је наводно потомак козачког вође Вовгура Лиса из 17. века, тако да је прича можда има посебан значај за  њега. Убрзо након што је довршио оперу, извео ју је пријстељу Петру Иљичу Чајковском, који је, како се извештава, „читаву оперу слушао с великом пажњом, с времена на време изражавајући одобрење и дивљење. Посебно су му се свидели одломци у којима су национални, украјински, додири најизразитији. Чајковски је загрлио Лисенка и честитао му на талентованом саставу."

## Извођења опере
Историја садашњег облика опере је сложена. Клавирска партитура објављена је 1913. године, али добар део композиторове оригиналне оркестрације је изгубљен. Прелудиј четвртог чина први је пут изведен на концерту у Кијеву под диригентском палицом Реинхолда Глиереа 1914. године. Прва изведба пуне опере догодила се 1924. године у Харкову мада је извођење било неуспешно. Друге боље примљене продукције изведене су у Кијеву 1927. и Тбилисију 1930. што је створило идеју о ревизији дела. 
Ревизију дела су извели 1937. Максим Рилски (текст), Лисенков ученик Левко Ревутски (музика) и Борис Латошински (оркестрација), а извели су је у Москви. Ова верзија се са друге стране сусрела са критиком да се превише удаљила од Лисенкових намера. Тек након Другог светског рата, исти трио створио је данашњу изведбену верзију, која је премијерно представљена у Кијеву 1955. године. Опера остаје у репертоару кијевске Опере, која је оперу извела и у иностранству у Висбадену (1982), Дресдену (1987) и Загребу (1988).
Оперна кућа традиционално изводи оперу на крају сваке оперске сезоне у Кијеву.
Структурне недостатке дела могу у великој мери бити последица његове историје и чињенице да композитор никада није успео да прилагоди дело након што га је чуо у пред извођењу. Опера представља велики напредак за композиторова ранија дела као што су Наталка Полтавка и Утопљена, а фолклорни и националистички елементи много су ближе континуираном музичком оквиру који такође јасно показује дуг према Чајковском.

## Синопсис
Радња у опери се догађа у Тарасовом селу Дубно у Запорожанском сечу у Украјини,  у 17. веку, у време када је Пољска тражила надмоћ у региону. Овај синопсис-кратак резиме заснован је на садашњој верзији опере из 1955.

### Чин 1.
Опери претходи оркестрална увертира.
У Кијеву, који је заузело пољско пламство (шлахта), чије слуге растерају гомилу, која слуша песму кобзара. Тарас Буљба оставља своје синове Остапа и Андрeја у манастиру да се образују. Андрија је већ био импресиониран пољском девојком коју је видео (за коју се испоставило да је Марилтсја, ћерка пољског гувернера Дубна). Остап охрабрује кобзара да отпева патриотску песму. Ово љути Пољаке, а у окршају је кобзар убијен.

### Чин 2.
Тарасово село.
Остап и Андреј враћају се из Кијева и поздрављају мајку Настју. Булбин пријатељ Товкацх говори о томе како су Пољаци избили рат широм Украјине. Упркос супружничким протестима, Тарас одлучује да одведе своје синове на Сеч, упориште Козака, како би учествовао у борбама. Настја пропада.

### Чин 3.
Сеч.
Тарас успешно подстиче беспослене становнике да се придруже битци. Андреј и Остап се радују томе, али Андреј има кратке предрасуде, Остап обећа да ће га увек подржати. Бубњари сазивају савет козака. Уз Тарасову подршку, они бирају новог, смеђег хетмана, Кирдијаха, који ће их водити. Изјављује да намерава да крене у битку.

### Чин 4.
Сцена 1 - Козачки логор.
Козаци опседају Дубно, где је Марилтсјин отац гувернер. Послала је своју татарску собарицу да нађе Андрија и моли га за помоћ јер становници трпе од глади. Андреј пристаје да помогне и са слушкињом однесе храну у град тајним пролазом.
Сцена 2 - Унутар замка. (објект пољског пламства (шлахта) на класним основама)
Андреја и Марилтсја изражавају своју љубав једно према другом. Андреј пита гувернера за њену руку. По савету свог свештеника, гувернер сматра да је примерено дозволити Андреји да се ожени, и именује га пуковником у пољској војсци.
Сцена 3 - Козачки логор.
Тарас чује вест да су Татари уништили Сеч. Тада затвореник који бежи, говори му о Андрејевом напуштању. Војска под Андрејем изводи напад из замка, а Тарас убија свог сина због његове издаје. Остапова осећања су растргана и он пева за својим братом.
Сцена 4
У чисто оркестралном призору Тарас и Остап воде козаке до победе над Пољацима и заузимају град Дубно.
Овај крај се значајно разликује од оригиналног Гогоља у којем су прво Пољаци заробили Остапа, а потом Тараса и окрутно извели јавност. Многе друге значајне карактеристике романа - посебно двосмислено понашање Тараса и Козака према локалним Јеврејима - такође су изостављене (види чланак Тарас Буљба).

## Улоге
| Улога                                    | Тип гласа  |
| ---------------------------------------- | ---------- |
| Тарас Буљба                              | бас        |
| Остап, његов син                         | баритон    |
| Андриј, његов син                        | тенор      |
| Настја, његова супруга                   | контра алт |
| Марилтси, кћерка пољског гувернера Дубна | сопран     |
| Гувернер                                 | бас        |
| Кобзар                                   | тенор      |
| Грађани                                  | хор        |
| Козаци                                   | хор        |

## Опера "Тарас Буљба", М. Лисенко, у извођењу Украјинске опере 2001

### Чинови и сцене
| УВЕРТИРА 1 ЧИН * Сцена и песма Кобзара * Сцена и арија Тараса * Арија Андрја, * сцена и дует Андрије и Остапа * Рецитатив и арија Насти | 2 ЧИН * Почасни хор "Слава" * Сцена и песме Тараса * Прича из "бајке" * Арија Остап * Сценска проба Настја и Завршно | 3 ЧИН * Увод и збор козака * Рецитал и Арија Андрев, дует Андрев и Остап * Сцена са гласником и финале | 4 ЧИН * Увод, рецитал и Арија Андрев * Арија Марилтси са хором | 5 ЧИН * Арија Тарас * Сцена битка и смрт Андреја * Арија Остап * Сценски напад Дубна ФИНАЛЕ |

## Рефернце
1. ↑  Oxford Music Online,Ukraine
2. ↑  Website of the pianist Iryna Riabchun Архивирано 2008-11-20 на сајту
3. ↑  Website of Kiev Philharmonia
4. ↑  Web site of National Opera House of Ukraine, Kiev Архивирано 2008-12-24 на сајту